# Anne van Olst
Anne Jensen van Olst (Hasseris, 25 de marzo de 1962) es una jinete danesa que compitió en la modalidad de doma.
Participó en cinco Juegos Olímpicos de Verano, entre los años 1988 y 2012, obteniendo una medalla de bronce en Pekín 2008, en la prueba por equipos (junto con Nathalie zu Sayn-Wittgenstein y Andreas Helgstrand), el cuarto lugar en Sídney 2000, el cuarto en Londres 2012 y el quinto en Barcelona 1992, en la misma prueba. Ganó una medalla de bronce en el Campeonato Europeo de Doma de 1999.

## Palmarés internacional
| Juegos Olímpicos   | Juegos Olímpicos      | Juegos Olímpicos  | Juegos Olímpicos |
| Año                | Lugar                 | Medalla           | Categoría        |
| ------------------ | --------------------- | ----------------- | ---------------- |
| 2008               | Hong Kong (China)     | Medalla de bronce | Por equipos      |
| Campeonato Europeo |                       |                   |                  |
| Año                | Lugar                 | Medalla           | Categoría        |
| 1999               | Arnhem (Países Bajos) | Medalla de bronce | Por equipos      |